# Sabden Brook
Der Sabden Brook ist ein Wasserlauf in Lancashire, England. Er entsteht westlich von Newchurch in Pendle. Er fließt in westlicher Richtung, bis er den Ort Sabden erreicht, an dessen Westende er eine südwestliche Richtung einnimmt. Er mündet westlich von Read in den River Calder.